# Sarkolest
Sarkolest (Sarcolestes leedsi) – roślinożerny dinozaur z rodziny nodozaurów (Nodosauridae).
Żył w okresie jury (ok. 164-159 mln lat temu) na terenach współczesnej Europy. Długość ciała ok. 3 m. Jest najstarszym nodozaurem. Jego szczątki znaleziono w Anglii.